# Alba (nombre)
Alba es un nombre propio femenino de origen latino en su variante en español. Su significado es "alba, amanecer"; también podría derivar del latino albus/alba/, blanco/blanca

## Santoral
- 15 de agosto: Virgen del Alba.

## Personajes célebres
- Alba Carrillo, modelo y celebridad española.
- Alba Farelo, cantante de España. (*Bad Gyal).
- Alba Flores, actriz española.
- Alba Molina, cantante española.
- Alba Mujica, actriz argentina de cine y teatro.
- Alba Roballo, abogada y política uruguaya.
- Alba Roversi, actriz venezolana.
- Alba Rico, cantante española.
- Alba Reche, cantante española, (concursante Operación Triunfo 2018).
- Alba Reig, cantante española (miembro de la girl band Sweet California).
- Alba Torrens Salom, jugadora española de baloncesto, elegida por la FIBA como la «Mejor Jugadora de Europa» en 2011 y 2014
- Alba Sanz, diseñadora de moda.